# Seskar
Seskar (russe : Сескар, finnois : Seiskari, suédois : Seitskär) est une île du golfe de Finlande située à l'est de Lavansaari et 80 km à l'ouest de Saint-Pétersbourg.
Sa surface est d'environ 6 km². Elle a appartenu à la Finlande jusqu'en 1940. À la suite de la Guerre d'Hiver, elle fut rattachée à l'Union Soviétique par le Traité de Moscou (1940) confirmé par le Traité de Paris (1947).

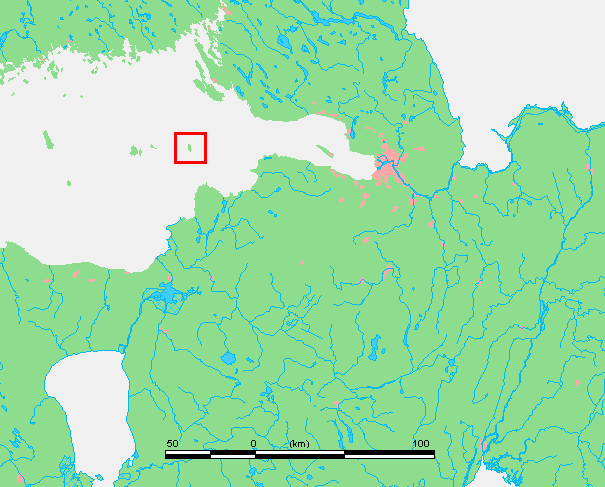